# Lothar Herbst
Lothar Herbst (* 27. Juli 1940 in Breslau; † 27. April 2000 ebenda) war ein polnischer Poet deutscher Abstammung. Er gehörte zu den führenden Oppositionellen, die mit den Bewegungen Solidarność und Solidarność Walcząca zusammengearbeitet haben.

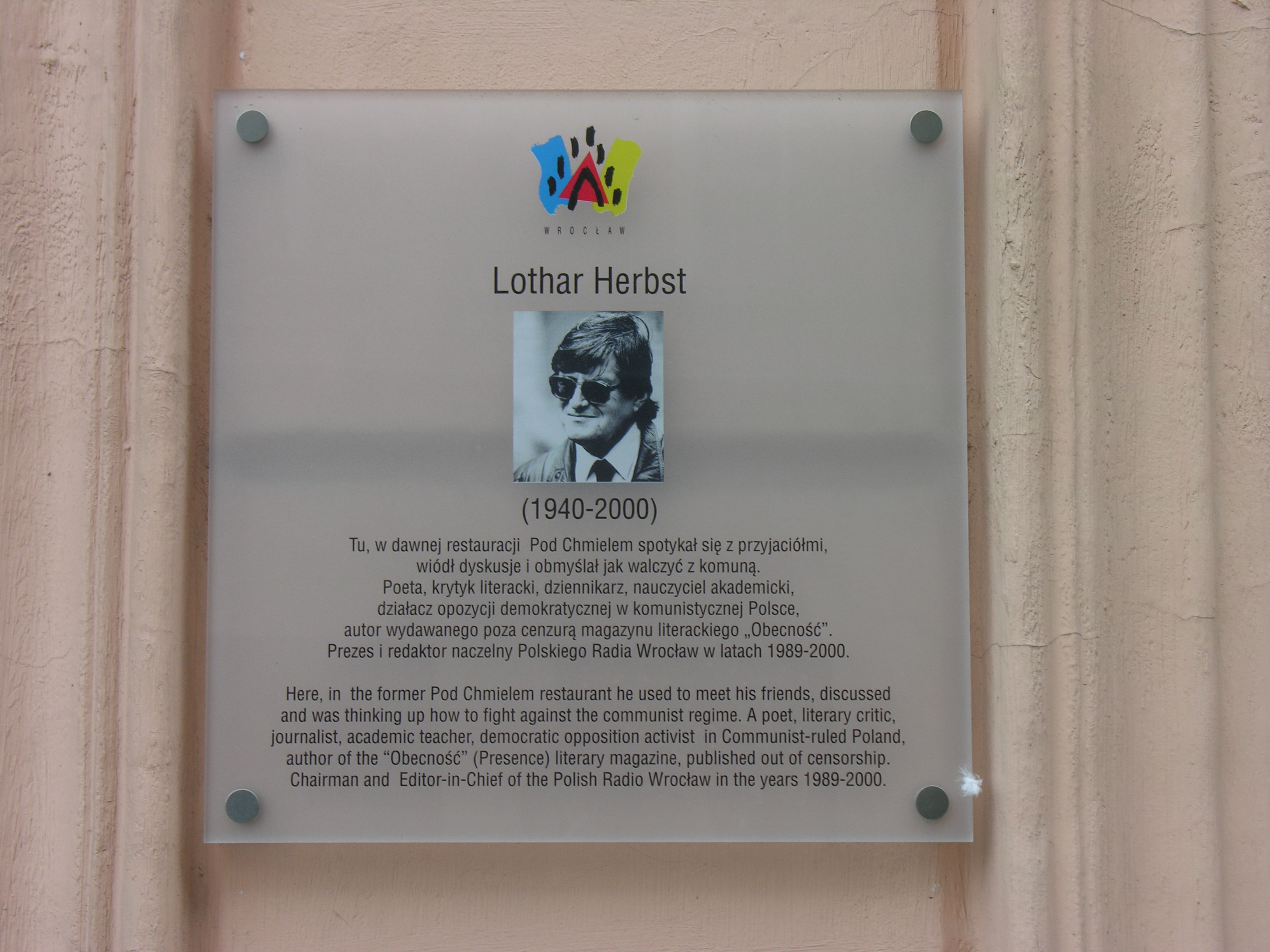
Gedenktafel für Lothar Herbst an einer Bierstube in Wrocław

## Leben
Lothar Herbst wohnte in den Jahren 1945 bis 1962 in Wałbrzych. In den Jahren 1962 bis 1967 studierte er an der Universität Breslau Polonistik und wurde 1975 dort promoviert.
In den Jahren 1980 und 1981 war Lothar Herbst Redakteur der Wochenzeitung Solidarność Dolnośląska. Nach der Ausrufung des Kriegsrechts am 13. Dezember 1981 wurde er interniert.
In den Jahren 1990 bis 2000 war er Chefredakteur von Polskie Radio Wrocław.
Ein Zitat von Lothar Herbst (aus dem Polnischen übersetzt) – seine übliche Antwort auf die Frage, ob er sich mehr ein Deutscher oder ein Pole fühle:

„Zuerst mal: Ich heiße Lothar Herbst und bin ein Schlesier. Ich bin als ein Pole aufgewachsen und in diesem Sinne bin ich ein polnischer Patriot – ich habe nicht für Deutschland, sondern für ein freies Polen im Gefängnis gesessen. Natürlich habe ich in meinem Herzen die Sprache meiner Mutter behalten und will nicht, daß jemand mir das verbieten oder sich sonstwie einmischen möchte.“

## Auszeichnungen
- 1997: Kulturpreis Schlesien des Landes Niedersachsen